# آپتیما (اکلاهما)
آپتیما(به انگلیسی: Optima) شهری در ایالت اکلاهما کشور ایالات متحده آمریکا است که جمعیت آن در سرشماری سال ۲۰۱۰ میلادی، ۳۵۶ نفر بوده‌است.